# دینوسب
دینوسب (به انگلیسی: Dinoseb) با فرمول شیمیایی C۱۰H۱۲N۲O۵ یک ترکیب شیمیایی با شناسه پاب‌کم ۶۹۵۰ است؛ که جرم مولی آن 240.21 g/mol می‌باشد.